# Cepphus carbo
Cepphus carbo е вид птица от семейство Кайрови (Alcidae).

## Разпространение
Видът е разпространен в Русия, Северна Корея, Южна Корея и Япония.